# 普里利曼西克
46°25′29″N 30°36′54″E / 46.42472°N 30.61500°E
普里利曼斯凱（烏克蘭語：Прилиманське）是位於烏克蘭西南部的村莊，由敖德萨州敖德萨区的阿萬哈爾德市鎮負責管轄。該村始建於1793年，面積2.45平方公里，海拔高度27米，人口3,844，人口密度每平方公里1,566.98人。
1. ↑  . mista.ua.   [2025-01-30] （乌克兰语）.